# Баррето, Диего
Дие́го Даниэ́ль Барре́то Ка́серес (исп. Diego Daniel Barreto Cáceres; род. 16 июля 1981, Ламбаре) — парагвайский футболист, вратарь клуба «Хенераль Диас». Ранее играл за сборную Парагвая.

## Карьера
Баррето начал профессиональную футбольную карьеру в 2004 году в парагвайском клубе «Серро Портеньо».
В 2007 году недолгое время был игроком аргентинского клуба «Ньюэллс Олд Бойз», в котором так и не провёл ни одного матча. В январе 2008 года вернулся в Парагвай, где снова подписал контракт с клубом «Серро Портеньо». В 2008 году провёл месяц в швейцарском клубе «Локарно», сыграв единственный матч против команды клуба «Лугано», в котором пропустил 4 мяча.
В составе сборной Парагвая на летних Олимпийских играх 2004 года в Афинах завоевал серебряную медаль.
Младший брат Диего, Эдгар Баррето, также выступает за сборную Парагвая на позиции полузащитника.

## Достижения
- Чемпион Парагвая (5): 2004, 2005, 2012 (Апертура), 2013 (Клаусура), 2015 (А)
- Серебряный призёр Олимпийских игр (1): 2004